# Turyčky
Turyčky, česky také Malá Turice, ukrajinsky Турички, maďarsky Kisturjaszög, je obec v Turie-Remetské územní komunitě (hromadě), v okrese Užhorod, v Zakarpatské oblasti na Ukrajině. V roce 2025 v Turyčkách žilo 220 obyvatel; v celé obci pak žilo 489 obyvatel.

## Části obce
- Turyčky
- Lypovec
- Likicary
- Lumšory

## Historie
První písemná zmínka o této vesnici pochází z roku 1552. Do uzavření Trianonské smlouvy byla ves součástí Uherska, poté byla součástí Československa. Od roku 1945 byla ves součástí Ukrajinské sovětské socialistické republiky, která byla součástí SSSR. Od roku 1991 je součástí nezávislé Ukrajiny.